# Seznam mednarodnih klicnih kod
Nacionalna klicna koda je predpona pred telefonsko številko, kadar kličemo v drugo državo. Nacionalna klicna koda za Slovenijo je +386 ali 00386. Kadar kličemo s predpono nacionalne klicne kode, izpustimo številko 0 iz regijske klicne kode. Na primer, če je telefonska številka 01XXXXXXX, jo iz tujine pokličemo +3861XXXXXXX. Nacionalne klicne kode sledijo mednarodnemu načrtu telefonskega oštevilčenja.

## Po začetnem številu

### Območje 1 – Severna Amerika
- +1 –  Kanada
- +1 –  Združene države Amerike, vključno z ozemlji:
  - +1 340 –  Ameriški Deviški otoki
  - +1 670 –  Severni Marianski otoki
  - +1 671 –  Guam
  - +1 684 –  Ameriška Samoa
  - +1 787 / 939 –  Portoriko
- +1 – številne karibske države in nekatera karibska nizozemska in britanska čezmorska ozemlja:
  - +1 242 –  Bahami
  - +1 246 –  Barbados
  - +1 264 –  Angvila
  - +1 268 –  Antigva in Barbuda
  - +1 284 –  Britanski Deviški otoki
  - +1 345 –  Kajmanji otoki
  - +1 441 –  Bermuda
  - +1 473 –  Grenada
  - +1 649 –  Otoki Turks in Caicos
  - +1 664 –  Montserrat
  - +1 721 –  Sint Maarten
  - +1 758 –  Sveta Lucija
  - +1 767 –  Dominika
  - +1 784 –  Sveti Vincent in Grenadini
  - +1 809 / 829 / 849 –  Dominikanska republika
  - +1 868 –  Trinidad in Tobago
  - +1 869 –  Sveti Krištof in Nevis
  - +1 876 / 658 –  Jamajka

### Območje 2 – Afrika, nekaj atlantskih otokov
- +20 –  Egipt
- +210 – prosta
- +211 –  Južni Sudan
- +212 –  Maroko
- +213 –  Alžirija
- +214 – prosta
- +215 – prosta
- +216 –  Tunizija
- +217 – prosta
- +218 –  Libija
- +219 – prosta
- +220 –  Gambija
- +221 –  Senegal
- +222 –  Mavretanija
- +223 –  Mali
- +224 –  Gvineja
- +225 –  Slonokoščena obala
- +226 –  Burkina Faso
- +227 –  Niger
- +228 –  Togo
- +229 –  Benin
- +230 –  Mavricijus
- +231 –  Liberija
- +232 –  Sierra Leone
- +233 –  Gana
- +234 –  Nigerija
- +235 –  Čad
- +236 –  Srednjeafriška republika
- +237 –  Kamerun
- +238 –  Zelenortski otoki
- +239 –  Sao Tome in Principe
- +240 –  Ekvatorialna Gvineja
- +241 –  Gabon
- +242 –  Republika Kongo
- +243 –  Demokratična republika Kongo
- +244 –  Angola
- +245 –  Gvineja Bissau
- +246 –  Britansko ozemlje v Indijskem oceanu
- +247 –  Ascension
- +248 –  Sejšeli
- +249 –  Sudan
- +250 –  Ruanda
- +251 –  Etiopija
- +252 –  Somalija
- +253 –  Džibuti
- +254 –  Kenija
- +255 –  Tanzanija
  - +255 24 –  Zanzibar, namesto nikoli uveljavljene +259
- +256 –  Uganda
- +257 –  Burundi
- +258 –  Mozambik
- +259 – prosta, namenjena je bila za Ljudsko republiko Zanzibar, vendar ni nikoli prišla v veljavo – glej +255 Tanzanija
- +260 –  Zambija
- +261 –  Madagaskar
- +262 –  Réunion
  - +262 269 / 639 –  Mayotte (od 2007 tudi Komori)
- +263 –  Zimbabve
- +264 –  Namibija
- +265 –  Malavi
- +266 –  Lesoto
- +267 –  Bocvana
- +268 –  Esvatini
- +269 –  Komori (do 2007 tudi Mayotte, zdaj pod +262 Réunion)
- +27 –  Južna Afrika
- +28x – proste
- +290 –  Sveta Helena
  - +290 8 –  Tristan da Cunha
- +291 –  Eritreja
- +292 – prosta
- +293 – prosta
- +294 – prosta
- +295 – ne obstaja več (nekdaj San Marino, glej +378)
- +296 – prosta
- +297 –  Aruba
- +298 –  Ferski otoki
- +299 –  Grenlandija

### Območji 3 in 4 – Evropa
Prvotno so bile večjim državam (na primer Franciji, Španiji in Jugoslaviji) dodeljene dvomestne kode zaradi običajno daljših domačih telefonskih številk. Manjšim državam (kot je Islandija) so bile dodeljene trimestne kode. Od 1980. let dalje so vse novo dodeljene kode trimestne ne glede na velikost držav.
- +30 –  Grčija
- +31 –  Nizozemska
- +32 –  Belgija
- +33 –  Francija
- +34 –  Španija
- +350 –  Gibraltar
- +351 –  Portugalska
- +352 –  Luksemburg
- +353 –  Irska
- +354 –  Islandija
- +355 –  Albanija
- +356 –  Malta
- +357 –  Ciper (Severni Ciper uporablja +90 392)
- +358 –  Finska
  - +358 18 –  Åland
- +359 –  Bolgarija
- +36 –  Madžarska
- +37 – ne obstaja več (nekdaj  Nemška demokratična republika)
- +370 –  Litva (nekdaj +7 012)
- +371 –  Latvija (nekdaj +7 013)
- +372 –  Estonija (nekdaj +7 014)
- +373 –  Moldavija (nekdaj +7 042)
- +374 –  Armenija (nekdaj +7 885)
  - +374 47 –  Republika Arcah (stacionarni, nekdaj +7 893)
  - +374 97 –  Republika Arcah (mobilniki)
- +375 –  Belorusija
- +376 –  Andora (nekdaj +33 628)
- +377 –  Monako (nekdaj +33 93)
- +378 –  San Marino (nekdaj +39 549)
- +379 –  Vatikan – dodeljena, vendar uporablja +39 06698.
- +38 – ne obstaja več (nekdaj  Jugoslavija)
- +380 –  Ukrajina
- +381 –  Srbija
- +382 –  Črna gora
- +383 –  Kosovo
- +384 – prosta
- +385 –  Hrvaška
- +386 –  Slovenija
- +387 –  Bosna in Hercegovina
- +388 – ne obstaja več (nekdaj evropski telefonski številski prostor)
- +389 –  Severna Makedonija
- +39 –  Italija
  - +39 06 698 –  Vatikan (ima dodeljeno +379, ki pa je ne uporablja)
- +40 –  Romunija
- +41 –   Švica
- +42 – ne obstaja več (nekdaj  Češkoslovaška)
- +420 –  Češka
- +421 –  Slovaška
- +422 – prosta
- +423 –  Lihtenštajn (nekdaj +41 75)
- +424 – prosta
- +425 – prosta
- +426 – prosta
- +427 – prosta
- +428 – prosta
- +429 – prosta
- +43 –  Avstrija
- +44 –  Združeno kraljestvo
  - +44 1481 –  Guernsey
  - +44 1534 –  Jersey
  - +44 1624 –  Otok Man
- +45 –  Danska
- +46 –  Švedska
- +47 –  Norveška
  - +47 79 – Svalbard
- +48 –  Poljska
- +49 –  Nemčija

### Območje 5 – Latinska Amerika
- +500 –  Falklandski otoki
  - +500 x –  Južna Georgia in Južni Sandwichevi otoki
- +501 –  Belize
- +502 –  Gvatemala
- +503 –  Salvador
- +504 –  Honduras
- +505 –  Nikaragva
- +506 –  Kostarika
- +507 –  Panama
- +508 –  Saint Pierre in Miquelon
- +509 –  Haiti
- +51 –  Peru
- +52 –  Mehika
- +53 –  Kuba
- +54 –  Argentina
- +55 –  Brazilija
- +56 –  Čile
- +57 –  Kolumbija
- +58 –  Venezuela
- +590 –  Gvadelup (vklj. Sveti Bartolomej, Sveti Martin)
- +591 –  Bolivija
- +592 –  Gvajana
- +593 –  Ekvador
- +594 –  Francoska Gvajana
- +595 –  Paragvaj
- +596 –  Martinik (nekdaj Peru, glej +51)
- +597 –  Surinam
- +598 –  Urugvaj
- +599 – nekdaj  Nizozemski Antili, sedaj:
  - +599 3 –  Sint Eustatius
  - +599 4 –  Saba
  - +599 5 – nekdaj  Sint Maarten – danes pod +1-721
  - +599 7 –  Bonaire
  - +599 8 – nekdaj  Aruba – glej +297
  - +599 9 –  Curaçao

### Območje 6 – Jugovzhodna Azija in Oceanija
- +60 –  Malezija
- +61 –  Avstralija (glej tudi +672)
  - +61 8 9162 –  Kokosovi otoki
  - +61 8 9164 –  Božični otok
- +62 –  Indonezija
- +63 –  Filipini
- +64 –  Nova Zelandija
  - +64 xx –  Pitcairnovi otoki
- +65 –  Singapur
- +66 –  Tajska
- +670 –  Vzhodni Timor (nekdaj +62 39 pod indonezijsko oblastjo; nekdaj Severni Marianski otoki, danes pod +1-670)
- +671 – nekdaj  Guam, danes pod +1-671
- +672 – avstralska zunanja ozemlja (glej tudi +61; prvotno  Portugalski Timor, glej +670)
  - +672 1x –  Avstralsko antarktično ozemlje
  - +672 3 –  Otok Norfolk
- +673 –  Brunej
- +674 –  Nauru
- +675 –  Papua Nova Gvineja
- +676 –  Tonga
- +677 –  Salomonovi otoki
- +678 –  Vanuatu
- +679 –  Fidži
- +680 –  Palau
- +681 –  Wallis in Futuna
- +682 –  Cookovi otoki
- +683 –  Niue
- +684 – nekdaj Ameriška Samoa, danes pod +1-684
- +685 –  Samoa
- +686 –  Kiribati
- +687 –  Nova Kaledonija
- +688 –  Tuvalu
- +689 –  Francoska Polinezija
- +690 –  Tokelau
- +691 –  Federativne države Mikronezije
- +692 –  Marshallovi otoki
- +693 – prosta
- +694 – prosta
- +695 – prosta
- +696 – prosta
- +697 – prosta
- +698 – prosta
- +699 – prosta

### Območje 7 – deli nekdanje Sovjetske zveze
- +7 –  Rusija
- +7 6xx / 7xx –  Kazahstan
- +7 840 / 940 –  Abhazija - glej tudi +995 44

### Območje 8 – Vzhodna Azija in posebne storitve
- +800 – univerzalne mednarodne brezplačne telefonske številke (UIFN)
- +801 – prosta
- +802 – prosta
- +803 – prosta
- +804 – prosta
- +805 – prosta
- +806 – prosta
- +807 – prosta
- +808 – pridržana za storitve z deljenimi stroški
- +809 – prosta
- +81 –  Japonska
- +82 –  Južna Koreja
- +83x – proste
- +84 –  Vietnam
- +850 –  Severna Koreja
- +851 – prosta
- +852 –  Hong Kong
- +853 –  Macau
- +854 – prosta
- +855 –  Kambodža
- +856 –  Laos
- +857 – prosta, nekdaj satelitska storitev ANAC
- +858 – prosta, nekdaj satelitska storitev ANAC
- +859 – prosta
- +86 –  Ljudska republika Kitajska
- +870 – Inmarsat "SNAC"
- +871 – prosta (do 2008 uporabljal Inmarsat, vzhodni Atlantik)
- +872 – prosta (do 2008 uporabljal Inmarsat, Tihi ocean)
- +873 – prosta (do 2008 uporabljal Inmarsat, Indijski ocean)
- +874 – prosta (do 2008 uporabljal Inmarsat, zahodni Atlantik)
- +875 – pridržana za pomorske mobilne storitve
- +876 – pridržana za pomorske mobilne storitve
- +877 – pridržana za pomorske mobilne storitve
- +878 – Univerzalne osebne telekomunikacije
- +879 – pridržana za državne nekomercialne namene
- +880 –  Bangladeš
- +881 – Globalni mobilni satelitski sistem (GMSS)
- +882 – omrežja Mednarodne telekomunikacijske zveze
- +883 – omrežja Mednarodne telekomunikacijske zveze
- +884 – prosta
- +885 – prosta
- +886 –  Tajvan
- +887 – prosta
- +888 – telekomunikacije za pomoč ob nesrečah, OCHA
- +889 – prosta
- +89x – proste

### Območje 9 – Srednji Vzhod, deli južne Azije
- +90 –  Turčija
  - +90 392 –  Severni Ciper
- +91 –  Indija
- +92 –  Pakistan
  - +92 582 –  Azad Kašmir
  - +92 581 – Gilgit-Baltistan
- +93 –  Afganistan
- +94 –  Šrilanka
- +95 –  Mjanmar
- +960 –  Maldivi
- +961 –  Libanon
- +962 –  Jordanija
- +963 –  Sirija
- +964 –  Irak
- +965 –  Kuvajt
- +966 –  Saudova Arabija
- +967 –  Jemen
- +968 –  Oman
- +969 – prosta (nekdaj  Južni Jemen, danes pod +967)
- +970 –  Palestina
- +971 –  Združeni arabski emirati
- +972 –  Izrael
- +973 –  Bahrajn
- +974 –  Katar
- +975 –  Butan
- +976 –  Mongolija
- +977 –    Nepal
- +978 – prosta – sprva dodeljena Dubaju, danes pod +971
- +979 – Mednarodne premijske storitve - sprva dodeljena Abu Dabiju, danes pod +971
- +98 –  Iran
- +990 – prosta
- +991 – ITPCS
- +992 –  Tadžikistan
- +993 –  Turkmenistan
- +994 –  Azerbajdžan
- +995 –  Gruzija
  - +995 34 –  Južna Osetija
  - +995 44 –  Abhazija - glej tudi +7 840 / 940
- +996 –  Kirgizistan
- +997 – prosta
- +998 –  Uzbekistan
- +999 – pridržana za globalno storitev v prihodnosti.